# Período de defeso
O período de defeso (do termo latino defensu) é o período em que as atividades de caça, coleta e pesca esportivas e comerciais ficam vetadas ou controladas. Este período é estabelecido de acordo com a época em que os animais se reproduzem na natureza. Visa à preservação das espécies e à fruição sustentável dos recursos naturais.

## No Brasil
No Brasil, o período de defeso é estabelecido pelo Instituto Brasileiro do Meio Ambiente e dos Recursos Naturais Renováveis (Ibama). Ele ocorre de novembro a fevereiro, conforme o Conselho Nacional de Aquicultura e Pesca (Conepe).
Foi criado em 1967 através do Código de Pesca.
Os pescadores artesanais recebem, do governo, proventos em dinheiro durante a época em que não podem obter renda da pesca por impedimento legal. O chamado "seguro defeso" foi instituído pela lei n.º 10.779, de 25 de novembro de 2003, e consiste em uma remuneração temporária no valor de um salário mínimo.
Quem descumprir o período de defeso, está sujeito ao pagamento de multa que varia de 700 reais a 100 mil reais dependendo da quantidade de pescado.